# Sirene (Bulgarien)

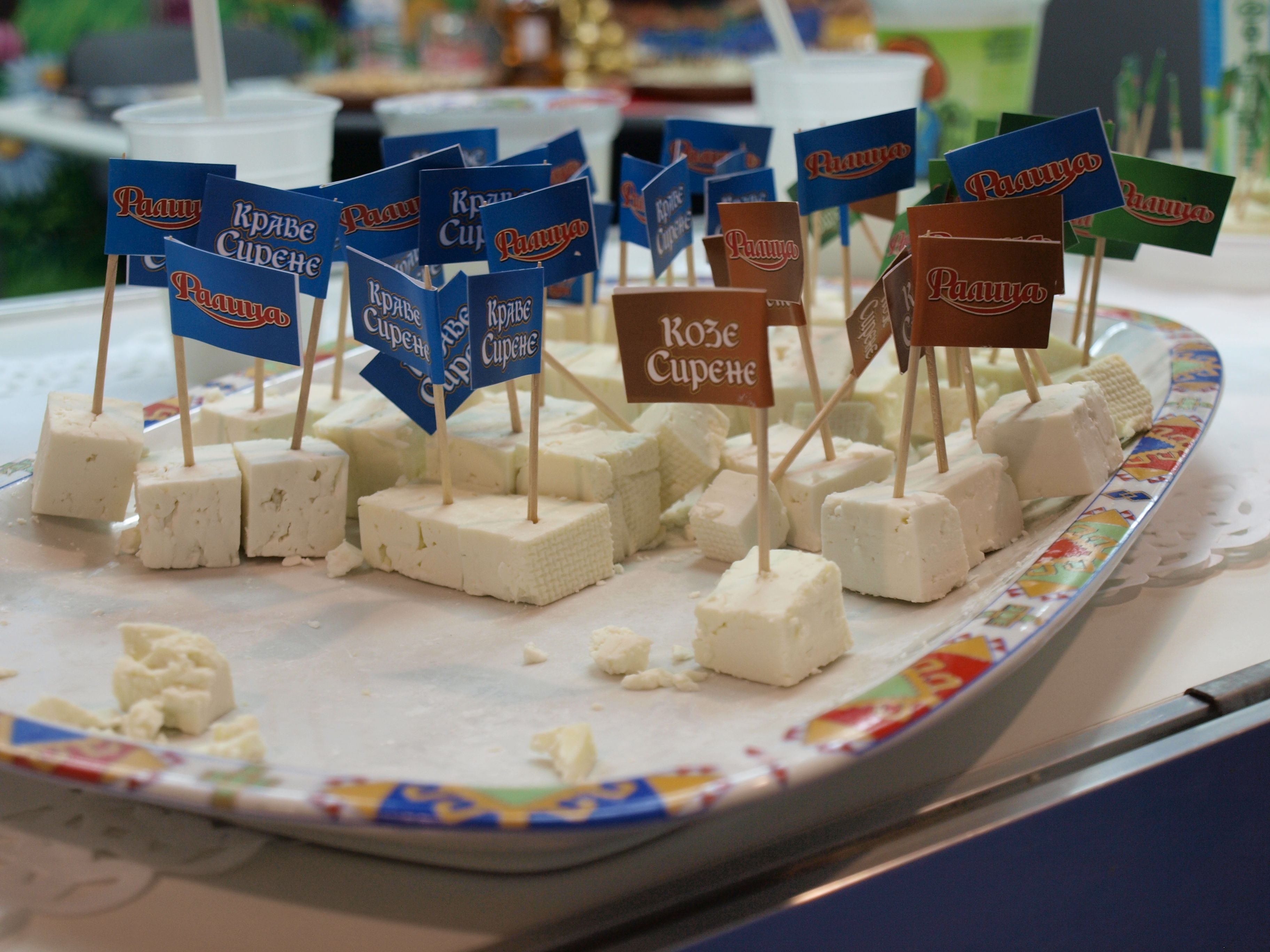
Bjalo Salamureno Sirene zur Verkostung

Der Bjalo Salamureno Sirene (бяло саламурено сирене), häufig auch nur als Sirene (сирене, ˈsirɛnɛ) und im deutschsprachigen Raum auch als Bulgarischer Schafskäse bekannt, ist ein beliebter und bekannter Salzlakenkäse aus Bulgarien, der traditionell aus Schafsmilch hergestellt wird. Die ursprüngliche Herstellung geschah dabei ausschließlich für den Eigenbedarf der Milchbauern; mit dem Anstieg der Nachfrage wird er mittlerweile jedoch auch industriell sowie als Bjalo Salamureno Sirene ot krave mleko auch aus Kuhmilch produziert.

## Merkmale
Der Bjalo Salamureno Sirene ist neben dem griechischen Feta und dem türkischen beyaz peynir ‚Weißkäse‘ eine der bekanntesten Salzlakenkäse- und Schafskäsesorten weltweit. Es handelt sich wie bei diesen um einen bröckelig-festen weißen Käse ohne Rinde mit einer glatten und festen Käseteigbeschaffenheit und ohne größere Löcher. Die Konsistenz wird als weder zu hart noch zu weich angegeben. Er wird in quaderförmigen Blöcken mit einer typischen Kantenlänge und -breite von je 10 Zentimetern und einer Höhe von 8 Zentimetern hergestellt, kann jedoch auch in anderen Größen angeboten werden. Er befindet sich in einer Salzlake von milchig weißer Farbe mit einem leicht säuerlichen Geschmack und Geruch. Der Käse selbst ist leicht salzig und säuerlich im Geschmack.
Der Fettgehalt in der Trockenmasse des Bjalo Salamureno Sirene beträgt mindestens 50 % und liegt durchschnittlich etwas höher (54 bis 56 %). Seine Trockenmasse selbst muss mindestens 50 % der Käsemasse betragen. Der durchschnittliche Kochsalzanteil im Käse beträgt 4 bis 6 %, der der Lake 8 bis 10 %. Zudem enthält er einen Eiweißanteil von 15 bis 18 %.

## Geschichte

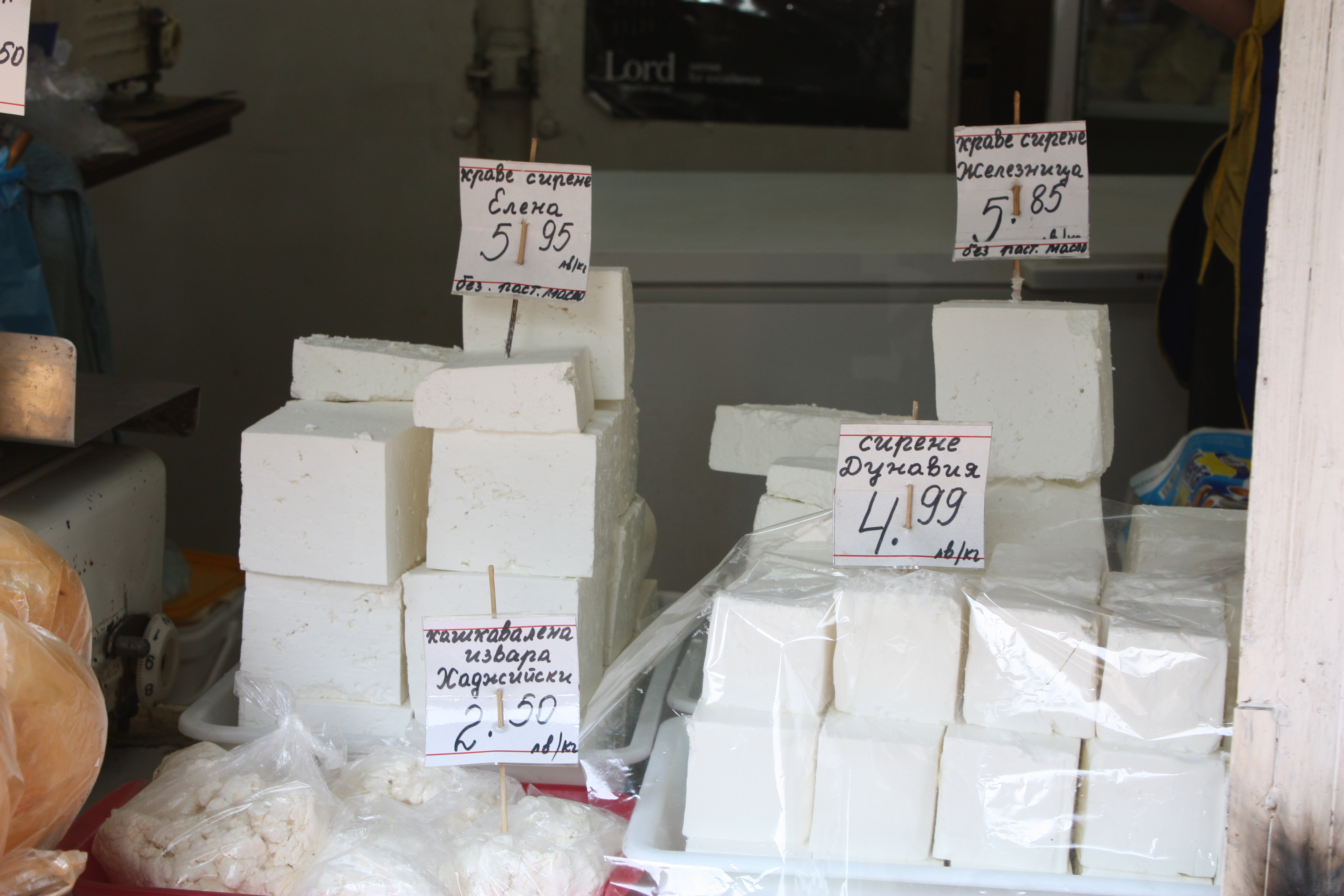
Bulgarischer Weißkäse auf einem Markt in Sofia

Der Bjalo Salamureno Sirene wurde bis zur zweiten Hälfte des 19. Jahrhunderts nur in Privathaushalten zur Selbstversorgung hergestellt. Erst zum Ende des 19. Jahrhunderts entstanden kleine Saisonbetriebe, die Mandri (Einzahl: Mandra), in denen der Käse auch für den überregionalen Verkauf und Export produziert wurde. Im 20. Jahrhundert entstanden größere Betriebe zur Herstellung des Sirene. 1957 wurden in Käsereien in Bulgarien mehr als 30.000 Tonnen Käse hergestellt, von denen mehr als 27.500 Tonnen auf den Sirene entfielen. Bis in die 1970er steigerte sich die Produktion auf über 70.000 Tonnen Käse, davon mehr als 60.000 Sirene (aus Schafs- und Kuhmilch). Bis 1974 nahm die Produktion des echten Bjalo Salamureno Sirene soweit zu, dass er etwa 75 % des in Bulgarien hergestellten Schafsmilchkäses und 40 % der gesamten Käseproduktion betrug.

## Qualitätsfehler
Bei der Herstellung des Käses können verschiedene Fehler eintreten, die die Qualität des Käses beeinflussen. Eine zu salzige Lake etwa kann den Käse austrocknen und zu hart werden lassen. Bei Verunreinigungen mit Bakterien, Hefen und anderen Pilzen kann es zu unangenehmen Veränderungen des Geschmacks und Geruchs kommen. Eine Behandlung der Tiere mit Phenothiazinen kann zu rötlichen Verfärbungen der Milch und des Käses führen.

## Verwendung
Der Bjalo Salamureno Sirene wird wie andere Salzlakenkäse vor allem zum direkten Verzehr genutzt. Hinzu kommt die Verwendung zur Zubereitung von Salaten (beispielsweise Schopska-Salat) sowie von weiteren Speisen und Teigwaren.

## Belege
1. 1 2 3  Patrick F. Fox: Cheese: Chemistry, Physics and Microbiology. Vol. 2: Major Cheese Groups. Springer Science+Media Business, 2. Auflage, 2003; S. 275. (Google Books)
2. 1 2 3 4  „Bjalo salamureno sirene“ In: Heinrich Mair-Waldburg: Handbuch der Käse. Käse der Welt von A–Z. Eine Enzyklopädie. Volkswirtschaftlicher Verlag, Kempten 1974; S. 303–305.
3. 1 2  „Bjalo Salamureno Sirene (Bulgarischer Weißkäse aus Schafsmilch)“ In: Gerhard Kielwein, Hans Kurt Luh: Internationale Käsekunde. Seewald Verlag, Stuttgart 1979; S. 222–223. ISBN 3-512-00540-3.
4. ↑  „Käse Bulgariens“ In: Heinrich Mair-Waldburg: Handbuch der Käse. Käse der Welt von A–Z. Eine Enzyklopädie. Volkswirtschaftlicher Verlag, Kempten 1974; S. 326–327.